# ZERO MORNING
『ZERO MORNING』（ゼロ・モーニング、通称：ゼロモニ）は、エフエム福岡で放送されるラジオ番組。2020年10月1日に放送開始。放送時間は月曜 - 木曜 5:00 - 6:40、金曜 5:00 - 6:25（月-木は『あぐりずむ』『POWER PLAY』を内包）。

## 概要
2013年3月末の『STAND UP! MORNING』が終了して以降、エフエム福岡の平日の早朝枠は『よりぬき○○』と題した午後ワイドと夕方ワイドの再編集版や『POWER PLAY』『D U Know?』といった自社のショート番組に加え、『あぐりずむ』や『MY OLYMPIC』といった全国ネットのショート番組とともに『ONE MORNING』のAラインネット部分がオンエアされており、実質の朝ワイドを引き継いだのは『MORNING JAM』となっていた。
2020年10月より従来の『よりぬき○○』の時間を使い、早朝の自社制作のワイド番組を再開することになり、当番組が放送開始された。番組名である『ZERO MORNING』は5時という時間が一日を始める人や一日を終える人が交差する時間であることから、一日の始める人にとっては「ゼロからスタートさせるスタートアッププログラム」、そして、一日の終える人にとっては「ゼロにリセットするクロージングプログラム」にしたいという思いが込められており、また「ONE MORNINGに繋がる番組」という点も意識されている。この流れから、通常「あなた」と呼びかけるところ、「（早起きの）あなたや（お休みの）あなた」という言い回しを多用する。
2021年5月末で『ぴよぴよラジオ』が終了したため、全曜日の放送時間が5:00 - 6:30で統一された。さらに、2021年6月末をもって『ONE MORNING』のAラインネット部分のうち、6:30 - 6:40部分のネットを打ち切ったため、2021年7月以降は全曜日の放送時間が5:00 - 6:40に変更となった。2022年3月から『ぴよぴよラジオ』が再開したため金曜のみ6:25終了に変更された。
番組内ジングルにはいくつか種類があり、汎用されるのはステーションジングルと「ZERO MORNING～♪」と歌われるもの。この他に月～木はこはまもとこ（『MORNING JAM』）、田代奈々（『Hyper Night Program GOW!!』）、さらに火曜日は愛智望美（『〜Ultra Radio Connection〜DIG!!!!!!!!FUKUOKA』）による各番組の番宣と「今日も一日エフエム福岡!」で締めるジングルが流れる。

## パーソナリティ
- 西川さとり（同局アナウンサー、月曜・水曜・金曜、番組開始 - ） - 2023年9月までは全曜日を担当。かつて早朝枠で放送されていた『J-HITS SHOWCASE』や『STAND UP! MORNING』も担当していたため、事実上再登板となる。
  - 「ディレクター兼笑い屋」という肩書きで同局アナウンサーの萬石洋文もトークに加わっている。
- 荒川みどり（火曜、2023年10月 - ）
- 梅田あんり（同局アナウンサー、木曜・金曜、2023年10月 - ）

番組開始から1年は「祝日は丁寧にやる」という趣旨を持っており、西川も「萬石洋文ディレクター」と紹介していた（それに対し萬石は「普段からしなさいよ」などと突っ込んでいた
）。番組開始から1年たち、番組の最後で「ワーオ! ワーオ!」と叫ぶことを恒例化したことから、祝日のみ西川はいつもの「エフエム福岡、西川さとりです。」ではなく、「『ワオ』です。」と名乗るようになった。
| 期間      | 期間      | 月曜・水曜 | 火曜       | 木曜       | 金曜                  |
| --------- | --------- | ---------- | ---------- | ---------- | --------------------- |
| 2020.10.1 | 2023.9.29 | 西川さとり | 西川さとり | 西川さとり | 西川さとり            |
| 2023.10.2 | 現在      | 西川さとり | 荒川みどり | 梅田あんり | 西川さとり 梅田あんり |

## コーナー
- ゼロモニ今日一日
  - 5時台は今日の記念日・過去の出来事等を、6時台は今日の行事予定・世間の動き等をまとめて紹介するコーナー。
- ゼロモニきょうのSDGs（月曜 - 木曜）
- ゼロモニ今日のとっておき
  - 曜日替わりで話題を紹介する。
- ゼロモニ今日の3曲
  - 今日聞きたい曲、及び今日の日付に関係するモノ・事・人に因んだ曲を3曲まとめてオンエアする。
- ゼロモニ今日の誕生日&誕生花
  - 今日誕生日の有名人、及び誕生花を紹介する。
- ゼロモニ今日のあなたのメッセージ
  - リスナーメールの紹介コーナー。
- ゼロモニ今日のインタビュー（月曜 - 木曜）
  - 一週間通じて気になる人物にインタビューをする。

### 放送を終了したコーナー
- ゼロモニ今日のラジオ体操
  - 西川の号令によるラジオ体操の音源をオンエア。なお、権利関係の問題はクリア済みとのこと（初回放送で西川から明言）。2021年3月で「権利が切れた」とのことで終了。
- ゼロモニ今日のひと笑い（金曜）
  - リスナーからの大喜利・ネタ投稿コーナー。番組リニューアルに伴い、2023年9月で終了。

### 注記
1. ↑  この言い回しは、過去に出演していたSTAND UP! MORNINGでも多用されていた。

## 関連番組
- 園芸させてもらえませんか？ - TVQ九州放送で毎月2回日曜日（原則として第1・第3日曜日）の12:55-13:00に放送されるショートプログラム。2021年10月17日放送分〝FM福岡参戦!イチゴ栽培を始めよう〟で両者が登場し、イチゴの苗を植えた。
- 民放ラジオ99局キャンペーン WE LOVE RADIO～松任谷由実 50th ANNIVERSARY ユーミンリクエスト WEEK - 2022年5月9日～29日に行われた民放ラジオ全局統一キャンペーン。リスナーから各局に寄せられた荒井由実・松任谷由実（ユーミン）楽曲へのリクエストを各局がコーナーや単独番組で紹介。エフエム福岡は10分間の特別番組を16日 - 20日と23日 - 27日の平日6:45 - 6:55に設置し、西川がパーソナリティとなって紹介した。